# Hubera amoena
Hubera amoena är en kirimojaväxtart som först beskrevs av Albert Charles Smith, och fick sitt nu gällande namn av Chaowasku. Hubera amoena ingår i släktet Hubera och familjen kirimojaväxter. Inga underarter finns listade i Catalogue of Life.